# Super Smash 2023/24
Die Super Smash 2023/24 war die 19. Austragung der nationalen Twenty20-Cricket-Meisterschaft in Neuseeland. Der Wettbewerb wurde zwischen dem 19. Dezember 2023 und dem 28. Januar 2024 zwischen den sechs neuseeländischen First-Class-Mannschaften ausgetragen. Auckland Aces gewannen den Wettbewerb, nachdem sie eine bessere Platzierung in der Vorrunde erzielt hatten, da das Finale gegen den Canterbury Kings als No Result endete.

## Mannschaften
Am Wettbewerb nahmen die Mannschaften der sechs neuseeländischen nationalen First-Class Teams teil:
| Franchise            | Region                                                                                | Heimstadion     |
| -------------------- | ------------------------------------------------------------------------------------- | --------------- |
| Auckland Aces        | Auckland                                                                              | Eden Park       |
| Canterbury Kings     | Canterbury                                                                            | Hagley Oval     |
| Central Stags        | südliche Distrikte der Nordinsel ohne Wellington und nördliche Distrikte der Südinsel | McLean Park     |
| Northern Brave       | nördliche Distrikte der Nordinsel ohne Auckland                                       | Seddon Park     |
| Otago Volts          | südliche Distrikte der Südinsel                                                       | University Oval |
| Wellington Firebirds | Wellington                                                                            | Basin Reserve   |

## Format
Die sechs Mannschaften spielten in einer Gruppe je zweimal gegen jede der anderen Mannschaften. Für einen Sieg gab es vier Punkte, für ein Unentschieden oder No Result zwei und für eine Niederlage keinen Punkt. Der Gruppenerste traf daraufhin im Finale auf den Sieger des Halbfinales zwischen dem Zweit- und Drittplatzierten.

## Gruppenphase
Tabelle
| Teams                | Sp. | S | N | U | NR | P  | RR     |
| -------------------- | --- | - | - | - | -- | -- | ------ |
| Auckland Aces        | 10  | 6 | 2 | 0 | 2  | 28 | +1.247 |
| Canterbury Kings     | 10  | 5 | 3 | 0 | 2  | 24 | +0.632 |
| Wellington Firebirds | 10  | 5 | 4 | 0 | 1  | 22 | +0.713 |
| Central Stags        | 10  | 4 | 3 | 1 | 2  | 22 | +0.337 |
| Otago Volts          | 10  | 2 | 5 | 1 | 2  | 14 | −1.675 |
| Northern Brave       | 10  | 2 | 7 | 0 | 1  | 10 | −1.226 |

| Qualifikation direkt für das Finale |
| Qualifikation für das Halbfinale    |
| ----------------------------------- |

Ergebnisse
| 19. Dezember Scorecard | Auckland | Auckland Aces 185-5 (20)          | – | Canterbury Kings 158 (17.5) |
|                        |          | Auckland Aces gewinnt mit 27 Runs |   |                             |

| 21. Dezember Scorecard | Wellington | Wellington Firebirds 234-5 (20)          | – | Otago Volts 160 (16.5) |
|                        |            | Wellington Firebirds gewinnt mit 74 Runs |   |                        |

| 22. Dezember Scorecard | Hamilton | Northern Brave 196-9 (20)          | – | Central Stags 141 (19.5) |
|                        |          | Northern Brave gewinnt mit 55 Runs |   |                          |

| 24. Dezember Scorecard | Wellington | Wellington Firebirds | – | Auckland Aces |
|                        |            | Spiel abgesagt       |   |               |

| 26. Dezember Scorecard | Christchurch | Canterbury Kings 2-0 (0.3/5) | – | Otago Volts |
|                        |              | No Result                    |   |             |

| 27. Dezember Scorecard | Palmerston North | Central Stags 206-5 (20)          | – | Northern Brave 150 (19.2) |
|                        |                  | Central Stags gewinnt mit 56 Runs |   |                           |

| 28. Dezember Scorecard | Alexandra | Otago Volts 47 (12.4)                      | – | Wellington Firebirds 53-1 (4.3) |
|                        |           | Wellington Firebirds gewinnt mit 9 Wickets |   |                                 |

| 29. Dezember Scorecard | New Plymouth | Central Stags  | – | Auckland Aces |
|                        |              | Spiel abgesagt |   |               |

| 30. Dezember Scorecard | New Plymouth | Canterbury Kings 185-4 (20)                       | – | Central Stags 142-8 (19/19) |
|                        |              | Canterbury Kings gewinnt mit 33 Runs (D/L method) |   |                             |

| 1. Januar Scorecard | Alexandra | Auckland Aces 151-9 (20)          | – | Otago Volts 154-7 (19.4) |
|                     |           | Otago Volts gewinnt mit 3 Wickets |   |                          |

| 2. Januar Scorecard | Mount Maunganui | Wellington Firebirds 177-8 (20)          | – | Northern Brave 154-8 (20) |
|                     |                 | Wellington Firebirds gewinnt mit 23 Runs |   |                           |

| 3. Januar Scorecard | Alexandra | Otago Volts 171-5 (20)                 | – | Canterbury Kings 175-6 (18.5) |
|                     |           | Canterbury Kings gewinnt mit 4 Wickets |   |                               |

| 4. Januar Scorecard | Auckland | Auckland Aces 192-6 (20)          | – | Wellington Firebirds 139 (18.3) |
|                     |          | Auckland Aces gewinnt mit 53 Runs |   |                                 |

| 5. Januar Scorecard | Christchurch | Canterbury Kings 21-4 (4.5/11) | – | Central Stags |
|                     |              | No Result                      |   |               |

| 6. Januar Scorecard | Hamilton | Northern Brave 128 (18.3)         | – | Otago Volts 132-2 (17) |
|                     |          | Otago Volts gewinnt mit 8 Wickets |   |                        |

| 7. Januar Scorecard | Christchurch | Canterbury Kings 140-5 (20)         | – | Auckland Aces 141-2 (15.2) |
|                     |              | Auckland Aces gewinnt mit 8 Wickets |   |                            |

| 8. Januar Scorecard | Napier | Central Stags 158-7 (20)                   | – | Wellington Firebirds 160-6 (19.1) |
|                     |        | Wellington firebirds gewinnt mit 4 Wickets |   |                                   |

| 9. Januar Scorecard | Christchurch | Canterbury Kings 202-3 (20)          | – | Northern Brave 169-9 (20) |
|                     |              | Canterbury Kings gewinnt mit 33 Runs |   |                           |

| 10. Januar Scorecard | Napier | Central Stags 187-5 (20)          | – | Otago Volts 135 (18) |
|                      |        | Central Stags gewinnt mit 52 Runs |   |                      |

| 11. Januar Scorecard | Christchurch | Wellington Firebirds 184-5 (20)          | – | Canterbury Kings 163-7 (20) |
|                      |              | Wellington Firebirds gewinnt mit 21 Runs |   |                             |

| 12. Januar Scorecard | Mount Maunganui | Northern Brave 121 (19)             | – | Auckland Aces 127-2 (16.3) |
|                      |                 | Auckland Aces gewinnt mit 8 Wickets |   |                            |

| 13. Januar Scorecard | Wellington | Wellington Firebirds 147-8 (20)     | – | Central Stags 148-4 (16.5) |
|                      |            | Central Stags gewinnt mit 6 Wickets |   |                            |

| 13. Januar Scorecard | Auckland | Otago Volts 138 (19.3)              | – | Auckland Aces 139-3 (17.5) |
|                      |          | Auckland Aces gewinnt mit 7 Wickets |   |                            |

| 15. Januar Scorecard | Wellington | Wellington Firebirds 102 (18.3)      | – | Northern Brave 105-3 (15.3) |
|                      |            | Northern Brave gewinnt mit 7 Wickets |   |                             |

| 16. Januar Scorecard | Auckland | Central Stags 173-5 (20)          | – | Auckland Aces 158-9 (20) |
|                      |          | Central Stags gewinnt mit 15 Runs |   |                          |

| 18. Januar Scorecard | Hamilton | Canterbury Kings 228-6 (20)          | – | Northern Brave 138-7 (20) |
|                      |          | Canterbury Kings gewinnt mit 90 Runs |   |                           |

| 19. Januar Scorecard | Dunedin | Otago Volts 139-5 (20) | – | Central Stags 139-8 (20) |
|                      |         | Spiel unentschieden    |   |                          |

| 20. Januar Scorecard | Auckland | Auckland Aces 181-4 (20)          | – | Northern Brave 137 (19.5) |
|                      |          | Auckland Aces gewinnt mit 44 Runs |   |                           |

| 22. Januar Scorecard | Wellington | Canterbury Kings 178-4 (20)          | – | Wellington Firebirds 160-9 (20) |
|                      |            | Canterbury Kings gewinnt mit 18 Runs |   |                                 |

| 23. Januar Scorecard | Dunedin | Northern Brave 36-5 (7.2) | – | Otago Volts |
|                      |         | No Result                 |   |             |

## Endrunde

### Halbfinale
| 26. Januar Scorecard | Hamilton | Wellington Firebirds 173-7 (20)        | – | Canterbury Kings 177-6 (20) |
|                      |          | Canterbury Kings gewinnt mit 4 Wickets |   |                             |

### Finale
| 28. Januar Scorecard | Auckland | Canterbury Kings 133-2 (14.2) | – | Auckland Aces |
|                      |          | No Result                     |   |               |